# 烏克蘭宮
50°25′20.31″N 30°31′16.7″E / 50.4223083°N 30.521306°E
烏克蘭國民藝術宮（羅馬化：Natsionalnyi palats mystetsv "Ukraina"），又稱烏克蘭宮，是烏克蘭基輔的一個體育館和文藝演出場所。烏克蘭宮開幕於1970年，是基輔最大的文化和藝術中心。克莉絲汀·阿奎萊拉等藝人曾在這裡開過演唱會，演唱會廳可以容納3714人。

## 外部連結
- Official website （乌克兰語）
- History of the building at official website （乌克兰語）
- Information about the palace at the State Management of Affairs website